# Fanagoria
Fanagoria (greacă veche Φαναγόρεια, transliterat: Phanagóreia) a fost cel mai mare oraș antic grecesc de pe Peninsula Taman, răspândită pe două platouri de-a lungul țărmului estic al Strâmtoarea Kerci. Orașul era un mare emporium pentru tot traficul dintre coasta mlaștinilor maeoțiene și țările din partea de sud a Caucazului. Era capitala estică a Regatul Bosforului, iar Panticapaeum era capitala occidentală. Strabo l-a descris ca un oraș demn de remarcat, care era renumit pentru comerțul său. 
Astăzi situl este situat la o mică distanță de vestul orașului Sennoy in Regiunea Krasnodar, Rusia. Alt oraș antic grecesc, Hermonassa, se află la 25 km la vest pe țărmul modernului oraș Taman.